# Vila-sana
Vila-sana est une commune de la comarque du Pla d'Urgell dans la province de Lérida en Catalogne (Espagne).